# Calvisson
Calvisson – miejscowość i gmina we Francji, w regionie Oksytania, w departamencie Gard.
Według danych na rok 1990 gminę zamieszkiwało 2725 osób, a gęstość zaludnienia wynosiła 94 osoby/km² (wśród 1545 gmin Langwedocji-Roussillon Calvisson plasuje się na 141. miejscu pod względem liczby ludności, natomiast pod względem powierzchni na miejscu 207.).